# Union Républicaine et Démocratique
De Union républicaine et démocratique, Nederlands: Democratische en republikeinse unie, was een parlementaire groepering van de conservatieve Fédération Républicaine in de Kamer van Afgevaardigden in de tijd van de Derde Franse Republiek. De groepering bestond tussen 1924 en 1932 onder de naam Union républicaine et démocratique, maar nam daarna de naam van de Fédération Républicaine aan.
Robert Schuman was tussen 1924 en 1928 lid van de groepering, maar ging in 1928 naar de Indépendants Républicains over.